# ジアール・アリ
ジアール・アリ（クルド語: Jiyar Elî; ژیار عەلی ([ʒiːɑːɾ])、1999年9月2日 - ）は、イラクのスレイマニヤを拠点に活動するクルド人のLGBT権利活動家、動物愛護活動家、シンガーソングライター、ジャーナリストである。Rasanのメディア・コミュニケーション担当だったアリは、クルディスタン地域におけるLGBTの権利擁護を目的としたYeksaniを設立した。彼はまた、初のプロビーガンの動物権利団体であるKurdistan Vegansを共同で設立した。また、フリーランスで報道機関に勤務し、音楽ジャーナリズムや政治・社会問題を中心に活動している。
アリは、2020年にLGBTコミュニティに対する一連のメディアによるプロパガンダ攻撃の標的となり、殺人や暴行の脅迫を受けた。攻撃は、アリが2020年6月27日にInterPrideが主催するGlobal Prideのスピーチを行った後、大幅に増加した。
彼は、スレイマニヤでLGBTの人々を拘束した作戦について、アサイーシュとクルディスタン地域政府を批判した。このキャンペーンは、アサイーシュがすべての同性愛者をセックスワーカーと勘違いした後に行われたもので、アリはミドル・イースト・アイのインタビューでその混乱に対処しようとした。クルド地域のLGBTコミュニティのメンバー全員がセックスワーカーであることを否定した上で、一部の人をセックスワークに駆り立てているKRGを非難し、「売春は生計を立てるための最後の選択」だと述べた。

## パーソナルライフ
アリは5人兄弟の末っ子。彼はmakanati.netのインタビューで、2017年にLGBT問題の啓発に取り組む未登録団体「Lava Foundation」を設立した際に、母親と姉にカミングアウトしたと語っている。
アリは、クィアフィルムフェスティバル・ユトレヒトのインタビューで、家族との関係について語り、公にカミングアウトしたときに勘当されて実家から追い出されたことや、兄から死の脅しを受けたことなどを報告している。
アリは植物を中心としたライフスタイルを送っており、2018年にはイラク初のヴィーガン団体のひとつである「クルディスタン・ヴィーガンズ」を共同設立し、環境保護に力を入れると同時に「健康的なライフスタイル」についての啓蒙活動を行っています。 5年前からヴィーガンである彼は、イラクでのライフスタイルの難しさについて語っていました。ヴィーガン製品は希少で手に入りにくく、値段も高いことが多いのです インタビューの中で彼は、クルディスタン・ヴィーガンズで活動する前は、ヴィーガン専用のレストランはなかったが、彼らの提唱の後、彼の地域に1軒のレストランが発表されたと主張しています。

## キャリア

### アクティヴィズム
アリは2017年に短命だったLava Foundationで活動を始め、2019年後半にRasanに採用され、Lava Foundationの活動はその後Rasanに折り込まれた。 Rasanに1年以上在籍した後、アリは同組織を離れ、Yeksaniを設立した。アリの活動は、地域のLGBTコミュニティの問題に対する認識を高めること、行動を促すためにコミュニティの懸念を一般市民や国際的なアクターに提示すること、クルド社会におけるコミュニティのノーマライゼーションに焦点を当てている。彼は、クルドにおけるLGBT+の生活環境が、一般市民の認識不足のために劣悪であることを強調している。
同性愛者は法律で保護されるべきであり、差別されるべきではありません。（同性愛は）人間の自然な欲求であり、病気ではありません。すべての職場は法的に強制されて、LGBTの人たちに仕事の機会を提供するようにしなければならないし、地元の治安部隊でさえ、彼らをより良く扱う必要がある。- アリはクルドのニュースメディア「Peregraf」のインタビューに答えている。
アリの活動はソーシャルメディアに依存している。彼は定期的に、LGBTの人々を拘束するために使われる法的な抜け穴について意識を高め、BBCペルシャのインタビューで、LGBTの人々を不法に拘束するために393条、394条、400条、401条が使われていることを指摘した。アリは動物権利活動家でもあり、クルディスタン・ビーガンズの元プロジェクト・マネージャーとして、2年連続で世界ビーガン・デーのイベントを手配・調整した。
また、地元の独立系ニュースメディアであるSpee Mediaでジャーナリストとして活躍。アリはそこで音楽ジャーナリズムに注力し、ほとんどの作品で「Wild Fire」を取り上げていた。アリはまた、中東の紛争、イラクにおけるLGBT+の権利、社会的・市民的問題についても執筆していた。
2020年5月17日、欧州連合（EU）、イギリス、カナダの大使館がバグダッドの本部でプライド・フラッグを掲げたところ、大規模な反発が起こり、EU大使館は数時間後にフラッグを取り下げざるを得なくなった。これにより、イラクのLGBTコミュニティに対するヘイト・キャンペーンが起こり、それを目に見えるイラクの政治家が支持した。アリは、イラクにおけるLGBTの状況の進行と悪化について広範なレポートを執筆し、Rasanのウェブサイトに掲載された。同性愛者と思われる人々が殺害されたことや、国営テレビで放送された憎悪のメッセージなどが報告されている。このレポートは後に、この地域のLGBTの権利に関する評価やさらなる研究に使用された。
アリはインタビューの中で、LGBT+コミュニティの一員であることや住居を見つけることの難しさについて語り、多くのLGBT+の若者が家賃を拒否されたり、不動産が販売されなかったりするため、住む場所を確保するためだけに異性と結婚せざるを得ないと報告している。また、非政府組織長官が地域のLGBT団体を登録することを不可能にしていることについても語っている。

#### アサイッシュ・オペレーション
2021年4月1日、アサイッシュ（クルド人治安部隊）がスレイマニヤ周辺に検問所を設置し、同性愛者と思われる多数の人物を拘束したというニュースが流れた。この作戦に対して多くの人々がソーシャルメディア上で怒りを表明したが、スレイマニヤの州議会議員17人が逮捕を支持する嘆願書に署名した。アリは、イェクサニを通じたオンラインキャンペーン「Take Action」を主導し、世界中から幅広い支持を得て、アムネスティ・インターナショナル、在エルビル米国領事館、ヒューマン・ライツ・ウォッチ、ILGAアジア、その他の国際的、国内的、地域的なグループの注目を集めることに成功した。作戦実施の決定には、地域の保守的なグループ、特にクルディスタン・ジャスティス・グループの影響があった。
アリによれば、この作戦によって15人（一部未成年）が逮捕され、LGBTの人々に人気があると思われる場所にセキュリティ・チェックポイントが設置された。 アリは、アサイーシュが国際的な反発を避けるために、LGBTのセックス・ワーカーと他のコミュニティ・メンバーを区別しなかったり、後に売春に焦点を絞って作戦を行ったりしたと述べている。アリは治安部隊が容疑者に対して逮捕前に性的接触があったかどうかを調べる「テスト」を行っていることを強調し、そのテストが犯罪的で屈辱的であると述べた 彼はミドル・イースト・アイに対し、「たとえ人々がセックスワーカーに頼ったとしても、それは彼らの最後の生計の選択肢であるため、政府の責任である」と述べた。
アリはメディアに対し、コミュニティの生活が危険にさらされていること、自分がゲイであることを公言しているため、検問所で捕まることを恐れていることを繰り返し語っていた。市民権団体や活動家による地元や国際的な圧力の後、アサイッシュは作戦を中止し、拘束者を釈放し、地域における売春の報告を調査しており、「社会の特定のグループを標的にしたものではない」という声明を発表した。
アリは、この作戦に続く差別により、自分を含む多くのLGBTの人々がクルド社会から排除されたと感じたと報告している。また、他の多くの人々もこの作戦を非人間的で犯罪的だと言っている。アリは、LGBTの権利のために活動していると主張する他のNGOを批判し、「彼らは巨額の資金を得ている一方で、現実には何の行動も起こしていない」と述べ、象徴的な存在として認識している。

#### 訴訟
2021年2月22日、イスラム主義者であるクルディスタン正義グループの議員がRasanに対して訴訟を起こしたことが発表された。アリは、Rudawのライブインタビューの中で議員に対して、LGBT+コミュニティを擁護し、議員のコメントは「根拠がなく、いかなる科学的証拠にも基づいていない」と述べた。

## リファレンス
1. ↑  “هاوڕەگەزخوازیی لە كوردستان” (英語). YouTube.   Zhyan Media. 2021年9月9日閲覧。
2. ↑  “هاوڕەگەزخوازەکان خۆیان ئاشکرا دەکەن” (英語). YouTube.   Raz Net. 2021年9月9日閲覧。
3. ↑  “Introducing Iraqi LGBT+ community to the world on Global Pride” (英語). Rasan Organization (2020年6月24日). 2021年2月28日時点のオリジナルよりアーカイブ。2021年7月8日閲覧。
4. 1 2  “المثلية .. وخطاب الكراهية الموجه ضدهم”. www.makanati.net. 2021年7月8日時点のオリジナルよりアーカイブ。2021年7月8日閲覧。
5. 1 2  “Positive Changes in Countries Part 29 of a Multi-part Series – Devoted Governments, Devoted Citizens: Iran, Iraq, Ireland - English”. suprememastertv.com. 2021年9月1日時点のオリジナルよりアーカイブ。2021年9月1日閲覧。
6. ↑  “World Vegan Month: Being plant-based in Iraq”. The Vegan Review (2020年11月16日). 2021年3月4日時点のオリジナルよりアーカイブ。2021年7月8日閲覧。
7. 1 2  “Queer in Kurdistan: LGBT+ community weighed down by societal pressure”. www.rudaw.net. 2021年5月3日時点のオリジナルよりアーカイブ。2021年5月10日閲覧。
8. ↑  “Queerer Aktivismus für Südkurdistan - Rosa-Luxemburg-Stiftung” (ドイツ語). sh.rosalux.de. 2021年8月24日時点のオリジナルよりアーカイブ。2021年8月24日閲覧。
9. 1 2 3  “Incognito mode: Iraq's LGBTQ+ community celebrates Pride Month virtually in fear of becoming a 'target'” (英語). The New Arab. 2021年6月22日時点のオリジナルよりアーカイブ。2021年7月1日閲覧。
10. ↑  “Living in secret: The LGBT+ community in Kurdistan”. www.rudaw.net. 2021年7月20日時点のオリジナルよりアーカイブ。2021年7月20日閲覧。
11. ↑  “هاوڕەگەزخوازیی لە كوردستان؛ حەزێكی سروشتیی بێ پشت و پەنا” (クルド語). پەرەگراف. 2021年5月10日閲覧。
12. ↑  “مشکلات اقلیت‌های جنسی و جنسیتی در اقلیم کردستان عراق” (ペルシア語). BBC Persian (2021年5月17日). 2021年5月17日時点のオリジナルよりアーカイブ。2021年5月18日閲覧。
13. ↑  “لە هەولێر دوو کچی هاوڕەگەزخواز بەیەکەوە هاوسەرگیریان کردووە”. Mewda Media. 2021年7月8日時点のオリジナルよりアーカイブ。2021年7月8日閲覧。
14. 1 2  “ROJEV | Helmetî destgîrkirdinî kesanî LGBTQ+ le Silêmanî” (英語). YouTube. 2021年9月9日閲覧。
15. ↑  “چالاکییەک بۆ ڕۆژی جیھانیی ڕوەکخواردن ئەنجامدرا” (クルド語). ROJ News. 2019年4月2日時点のオリジナルよりアーカイブ。2019年4月2日閲覧。
16. ↑  “دووەم بۆنەی ڕۆژی جیهانیی ڤیگن لە کوردستان بەڕێووە دەچێت”. speemedia.com. 2021年6月11日時点のオリジナルよりアーカイブ。2021年6月11日閲覧。
17. ↑  “Zhiar Ali” (英語). Medium. 2021年6月11日時点のオリジナルよりアーカイブ。2021年6月11日閲覧。
18. ↑  “لەبەر ئەم هۆکارە هەرگیز ناتوانین لەبەر جینۆسایدکردنی ئەرمەنییەکان لە تورکیا ببوورین”. speemedia.com. 2021年6月11日時点のオリジナルよりアーカイブ。2021年6月11日閲覧。
19. ↑  “Iraq Condemns EU Mission for Displaying LGBT Flag” (英語). Asharq AL-awsat. 2020年8月11日時点のオリジナルよりアーカイブ。2020年10月20日閲覧。
20. ↑  “Iraqi leaders condemn western diplomats for hoisting LGBT+ pride flags”. Rudaw Media Network. 2020年9月20日時点のオリジナルよりアーカイブ。2020年10月20日閲覧。
21. ↑  “EU mission's raising of rainbow flag sparks outcry in Iraq” (英語). Qantara.de - Dialogue with the Islamic World. 2020年5月30日時点のオリジナルよりアーカイブ。2020年10月20日閲覧。
22. ↑  “Gay flag raised in the capital Baghdad”. Gay flag raised in the capital Baghdad. 2020年12月25日時点のオリジナルよりアーカイブ。2020年10月20日閲覧。
23. ↑  “Iraqi leaders Sadr and Amiri bash gay pride flag raising ceremony”. The Jerusalem Post | JPost.com. 2020年10月14日時点のオリジナルよりアーカイブ。2020年10月20日閲覧。
24. ↑  “Conditions of LGBT people of Iraq since may 17, 2020” (英語). Rasan (2020年6月7日). 2020年10月29日時点のオリジナルよりアーカイブ。2020年10月20日閲覧。
25. ↑   Baseline Assessment: A Scan of Documentation of Threats and Violence Against At-Risk and Marginalized Groups in Iraq. (December 2020). p. 15.  オリジナルのMay 10, 2021時点におけるアーカイブ。 2021年8月30日閲覧。.
26. ↑  “"It’s my purpose in life to raise my voice"” (オランダ語). Queer Film Festival Utrecht (2021年9月6日). 2021年9月6日閲覧。
27. ↑  “"أن تظهر ميولك المثلية في العراق يعني أنك وقعّتَ على موتِك"” (アラビア語). Vice. 2021年9月9日閲覧。
28. 1 2 3  “Verhaftete LGBTIQ im Nordirak offenbar wieder frei” (ドイツ語). Mannschaft (2021年4月8日). 2021年5月10日時点のオリジナルよりアーカイブ。2021年5月10日閲覧。
29. 1 2 3  “Irakisch-Kurdistan: Sicherheitskräfte gehen gegen Homosexuelle vor” (ドイツ語). Mena-Watch.  オリジナルの2021年4月10日時点におけるアーカイブ。 2021年5月10日閲覧。
30. 1 2 3  “Kurdish parliamentarian slams Sulaimani LGBT+ arrests as possible 'crime'”. Rudaw Media Network. 2021年4月17日時点のオリジナルよりアーカイブ。2021年5月10日閲覧。
31. 1 2  “Arrests highlight lack of protections for LGBTQ+ community in Kurdistan Region” (英語). پەرەگراف. 2021年5月10日閲覧。
32. 1 2  “LGBTQ Members Face Threats in Iraqi Kurdistan | Voice of America – English” (英語). Voice of America. 2021年5月9日時点のオリジナルよりアーカイブ。2021年5月10日閲覧。
33. 1 2  “Irak Kürt Bölgesi Yönetiminde LGBTQ Bireyler Tehdit Altında” (トルコ語). Voice of America. 2021年4月10日時点のオリジナルよりアーカイブ。2021年7月8日閲覧。
34. 1 2  Editorial Staff (2021年4月2日). “Kurdish police arrest LGBT+ individuals in Sulaimani, Iraqi Kurdistan”. Kurd Net – Ekurd.net Daily News. 2021年4月19日時点のオリジナルよりアーカイブ。2021年5月10日閲覧。
35. ↑  “ILGA Asia Statement for the Iraqi Kurdistan Region: Widespread Violence Against LGBTIQ+ Citizens By The Kurdistan Regional Government (KRG) Must Be Condemned”. ILGA Asia. 2021年7月17日時点のオリジナルよりアーカイブ。2021年7月17日閲覧。
36. ↑  “Iraq: gli arresti tra la comunità LGBTQ + nella città curda scatenano un acceso dibattito” (イタリア語). Invictapalestina (2021年4月11日). 2021年5月10日時点のオリジナルよりアーカイブ。2021年5月10日閲覧。
37. ↑  “Reign of Terror Against LGBT+ Members in Slemani” (英語). The AUIS Voice (2021年4月6日). 2021年4月7日時点のオリジナルよりアーカイブ。2021年7月8日閲覧。
38. ↑  “ژیار عەلی، چالاکڤانی مافی مرۆڤ: پشکنینی جەستەیی بۆ هاوڕەگەزخوازەکان دەکرێت” (英語).  Rudaw Media Network. 2021年7月8日時点のオリジナルよりアーカイブ。2021年7月1日閲覧。
39. ↑  “Iraq: Arrests among LGBTQ+ community in Kurdish city sparks fierce debate” (英語). Middle East Eye. 2021年5月10日時点のオリジナルよりアーカイブ。2021年5月10日閲覧。
40. ↑  “Au Kurdistan irakien, les assos sonnent l'alarme après des arrestations de personnes LGBTQI+” (フランス語). TÊTU (2021年4月6日). 2021年4月10日時点のオリジナルよりアーカイブ。2021年5月10日閲覧。
41. 1 2  “Hbtq-personer i Sulaymaniyya utsatta för häxjakt av beväpnade styrkor” (スウェーデン語). Esta. 2021年4月10日時点のオリジナルよりアーカイブ。2021年5月10日閲覧。
42. 1 2  “روونکردنەوەی ئاسایش لەبارەی ھاوڕەگەزخوازەکانی سلێمانی”. Balkesh (2021年4月2日). 2021年5月10日時点のオリジナルよりアーカイブ。2021年5月10日閲覧。
43. 1 2  “Repressionen gegen LGBT-Community in Irakisch-Kurdistan” (ドイツ語). jungle.world (2021年4月4日). 2021年4月4日時点のオリジナルよりアーカイブ。2021年5月10日閲覧。
44. ↑  “Sulaimani's LGBT+ community 'terrified' after security forces launch crackdown”. Rudaw Media Network. 2021年4月24日時点のオリジナルよりアーカイブ。2021年5月10日閲覧。
45. 1 2  “ئاسایشی سلێمانی: ئەوانەی دەستگیرکراون لەشفرۆش بوون”. Rudaw Media Network. 2021年4月2日時点のオリジナルよりアーカイブ。2021年5月10日閲覧。
46. ↑  “"أخاف الموت كلما أخرج من المنزل".. مجتمع الميم في العراق يواجه تهديدات مستمرة | الحرة” (アラビア語). www.alhurra.com. 2021年4月18日時点のオリジナルよりアーカイブ。2021年7月9日閲覧。
47. ↑  “Sulaimani's LGBT+ community 'terrified' after security forces launch crackdown”. Shkoi Kurdistan. 2021年7月8日時点のオリジナルよりアーカイブ。2021年7月8日閲覧。
48. ↑  “LGBT+ activists slam 'immoral' lawsuit against Sulaimani organization”. www.rudaw.net. 2021年2月27日時点のオリジナルよりアーカイブ。2021年3月1日閲覧。
49. ↑  “Kurdistan Parliament MP files lawsuit against group advocating for women's, LGBTIQ rights”. www.nrttv.com.   Nalia Corporation. 2021年2月24日時点のオリジナルよりアーカイブ。2021年3月1日閲覧。